# Aya Nakamura
Aya Nakamura, właśc. Aya Coco Danioko (ur. 10 maja 1995 w Bamako) – francusko-malijska piosenkarka i autorka tekstów.
Jej muzyka łączy w sobie elementy popu, R&B, zouku i afrobeats. W tekstach utworów Nakamury często spotykane są frazy zapożyczone z języka bambara oraz zastosowanie verlanu. Wydała cztery albumy studyjne: Journal intime (2017), Nakamura (2018), Aya (2020) oraz DNK (2023).

## Życiorys
Urodziła się w Bamako, stolicy Mali, a najmłodsze lata spędziła w Kayes, skąd wyemigrowała z rodziną do Aulnay-sous-Bois na przedmieściach Paryża. Jest najstarszym z pięciu dzieci. Wywodzi się z rodziny griotów, zachodnioafrykańskich artystów sztuki muzyczno-słownej.
Po ukończeniu szkoły średniej studiowała projektowanie mody w La Courneuve. Karierę muzyczną rozpoczęła w 2014, a jej pseudonim artystyczny pochodzi od nazwiska Hiro Nakamury, postaci serialu telewizyjnego Herosi. Początkowo publikowała swoją muzykę w Internecie. W 2016 podpisała kontrakt z wytwórniami Parlophone France i Warner Music France. W 2018 wylansowała utwór „Djadja”, który dotarł do 1. miejsca na listach sprzedaży w trzech krajach, a następnie wydała single „Copines” i „Pookie”, które odniosły podobny sukces. Jej album Nakamura jest najczęściej odtwarzanym albumem w języku francuskim w historii streamingu, natomiast płyta Aya była w 2021 roku we Francji najchętniej odsłuchiwanym albumem autorstwa kobiety.
W 2023 stała się międzynarodową ambasadorką marki Lancôme oraz zasiadła w jury programu typu talent show Nouvelle École. Na początku 2024 pojawiły się doniesienia, jakoby Nakamura miała wystąpić podczas ceremonii otwarcia Letnich Igrzysk Olimpijskich 2024 w Paryżu, co spotkało się z krytyką ze strony francuskiej prawicy, w tym m.in. polityk Marine Le Pen. Wsparcie dla piosenkarki wyrazili m.in. prezydent Francji Emmanuel Macron oraz minister kultury Rachida Dati. Ostatecznie 26 lipca wystąpiła w trakcie ceremonii.

## Życie prywatne
Jest muzułmanką. W 2019 roku była w związku z raperem Niska, którego później osądziła o przemoc domową. W 2020 roku związała się z producentem muzycznym Vladimirem Boudnikoffem, z którym rozstała się w 2022. Ma dwie córki: Aïchę (ur. 2016) oraz Avę (ur. 2022).
W 2017 roku rozpoczęła we Francji proces naturalizacji. Ukończyła go w 2021, uzyskując narodowość francuską.